# Deborah Scanzio
Deborah Scanzio (ur. 25 grudnia 1986 w Faido) – włoska narciarka dowolna specjalizująca się w jeździe po muldach, od sezonu 2014/2015 reprezentująca Szwajcarię. Jej największym sukcesem jest brązowy medal w jeździe po muldach wywalczony podczas mistrzostw świata w Madonna di Campiglio. Jej najlepszym wynikiem olimpijskim jest 9. miejsce w jeździe po muldach na igrzyskach olimpijskich w Turynie. Najlepsze wyniki w Pucharze Świata osiągnęła w sezonie 2014/2015, kiedy to zajęła 25. miejsce w klasyfikacji generalnej, a w klasyfikacji jazdy po muldach była siódma.

## Osiągnięcia

### Igrzyska olimpijskie
| Miejsce | Dzień     | Rok  | Miejscowość | Konkurencja      | Zwycięzca               |
| ------- | --------- | ---- | ----------- | ---------------- | ----------------------- |
| 9.      | 11 lutego | 2006 | Turyn       | Jazda po muldach | Jennifer Heil           |
| 10.     | 13 lutego | 2010 | Vancouver   | Jazda po muldach | Hannah Kearney          |
| 11.     | 8 lutego  | 2014 | Soczi       | Jazda po muldach | Justine Dufour-Lapointe |
| 21.     | 11 lutego | 2018 | Pjongczang  | Jazda po muldach | Perrine Laffont         |

### Mistrzostwa świata
| Miejsce | Dzień       | Rok  | Miejscowość          | Konkurencja      | Zwycięzca               |
| ------- | ----------- | ---- | -------------------- | ---------------- | ----------------------- |
| 12.     | 19 marca    | 2005 | Ruka                 | Jazda po muldach | Hannah Kearney          |
| 17.     | 20 marca    | 2005 | Ruka                 | Muldy podwójne   | Jennifer Heil           |
| 3.      | 9 marca     | 2007 | Madonna di Campiglio | Jazda po muldach | Kristi Richards         |
| 11.     | 10 marca    | 2007 | Madonna di Campiglio | Muldy podwójne   | Jennifer Heil           |
| 12.     | 7 marca     | 2009 | Inawashiro           | Jazda po muldach | Aiko Uemura             |
| 14.     | 8 marca     | 2009 | Inawashiro           | Muldy podwójne   | Aiko Uemura             |
| 16.     | 2 lutego    | 2011 | Deer Valley          | Jazda po muldach | Jennifer Heil           |
| 16.     | 5 lutego    | 2011 | Deer Valley          | Muldy podwójne   | Jennifer Heil           |
| 15.     | 6 marca     | 2013 | Voss                 | Jazda po muldach | Hannah Kearney          |
| 21.     | 8 marca     | 2013 | Voss                 | Muldy podwójne   | Chloé Dufour-Lapointe   |
| 7.      | 18 stycznia | 2015 | Kreischberg          | Jazda po muldach | Justine Dufour-Lapointe |
| 19.     | 19 stycznia | 2015 | Kreischberg          | Muldy podwójne   | Hannah Kearney          |
| 8.      | 8 marca     | 2017 | Sierra Nevada        | Jazda po muldach | Britteny Cox            |
| 6.      | 9 marca     | 2017 | Sierra Nevada        | Muldy podwójne   | Perrine Laffont         |

### Puchar Świata

#### Miejsca w klasyfikacji generalnej
- sezon 2003/2004: 88.
- sezon 2004/2005: 74.
- sezon 2005/2006: 94.
- sezon 2006/2007: 45.
- sezon 2007/2008: 26.
- sezon 2008/2009: 62.
- sezon 2009/2010: 30.
- sezon 2010/2011: 44.
- sezon 2011/2012: 140.
- sezon 2012/2013: 172.
- sezon 2013/2014: 54.
- sezon 2014/2015: 25.
- sezon 2015/2016: 37.
- sezon 2016/2017: 88.
- sezon 2017/2018: 167.

#### Miejsca na podium
1. La Plagne – 5 lutego 2007 (jazda po muldach) – 2. miejsce
2. Lake Placid – 18 stycznia 2008 (jazda po muldach) – 2. miejsce
3. Mont Gabriel – 26 stycznia 2008 (jazda po muldach) – 2. miejsce
4. Tazawako – 28 lutego 2016 (muldy podwójne) – 1. miejsce